# Biston multidentata
Biston multidentata là một loài bướm đêm trong họ Geometridae.